# Magic Oneohtrix Point Never
Magic Oneohtrix Point Never — девятый студийный альбом американского электронного музыканта Oneohtrix Point Never (Дэниел Лопатин), изданный 30 октября 2020 года на лейбле Warp Records
Альбом основан на психоделической радиоэстетике и был записан во время пандемии COVID-19, с марта по июль 2020 года.
Это второй после Age Of альбом с вокалом Лопатина, в котором больше внимания уделяется написанию песен. В альбом вошли совместные работы с The Weeknd (который также выступил в качестве исполнительного продюсера альбома), Кэролайн Полачек, Арка и Nolanberollin. Над оформлением альбома работал американский художник Роберт Битти, а художественным руководством занимались Лопатин и Битти совместно. После выхода Magic Oneohtrix Point Never получил одобрение критиков и был включён в списки лучших альбомов года несколькими изданиями.

## Отзывы
| Совокупная оценка    | Совокупная оценка |
| Источник             | Оценка            |
| -------------------- | ----------------- |
| AnyDecentMusic?      | 7.4/10            |
| Metacritic           | 81/100            |
| Оценки критиков      |                   |
| Источник             | Оценка            |
| AllMusic             | [ 2 ]             |
| Beats Per Minute     | 77%               |
| Clash                | 8/10              |
| Consequence of Sound | B                 |
| Exclaim!             | 5/10              |
| FLOOD                | 8/10              |
| Loud and Quiet       | 8/10              |
| musicOMH             | [ 14 ]            |
| Pitchfork            | 7.7/10            |
| Uncut                | 8/10              |

Альбом получил положительные отзывы музыкальной критики и интернет-изданий. На сайте Metacritic, который присваивает нормализованный рейтинг из 100 баллов рецензиям ведущих изданий, альбом получил средний балл 81, основанный на 14 профессиональных рецензиях, что свидетельствует о «всеобщем признании».
В рецензии на AllMusic Хизер Фарес пишет: «Лопатин опирается на способность радио соединять людей музыкой даже на расстоянии, и то, как он сочетает все грани своей музыки, похоже на движение вверх и вниз по циферблату. Струящиеся синтезаторные инструменталы его ранних работ соседствуют с перевёрнутыми поп-песнями Garden of Delete и Age Of, и все они окружены коллажами диджейской болтовни, напоминающими о проворной плаундерфонике Replica». В другой положительной рецензии Филиппа Шербурна говорится: «Будь то сэмплированные, синтезированные или акустические, они насыщены неявной физичностью, напоминающей о растяжении и ударе; обработанные голоса вырезаны в изогнутых, сверкающих формах, жутких, как ледяные скульптуры. Это до смешного богатая палитра».

### Итоговые списки
Альбом Magic Oneohtrix Point Never попал в итоговые списки лучших альбомов 2018 года, составленные несколькими изданиями.
| Публикация           | Список                                       | Ранг | Ссылка |
| -------------------- | -------------------------------------------- | ---- | ------ |
| Stereogum            | The 50 Best Albums of 2020                   | 7    | [ 19 ] |
| Bleep                | Bleep’s Top 10 Albums of the Year 2020       | 2    | [ 20 ] |
| Noisey               | The 100 Best Albums of 2020                  | 53   | [ 21 ] |
| AllMusic             | AllMusic’s 100 Favorite Albums of 2020       | N/A  | [ 22 ] |
| Consequence of Sound | Consequence of Sound’s Top 50 Albums of 2020 | 31   | [ 23 ] |
| Gorilla vs. Bear     | Gorilla vs. Bear’s Albums of 2020            | 18   | [ 24 ] |
| FLOOD                | FLOOD’s Best Albums of 2020                  | 7    | [ 25 ] |
| Les Inrocks          | Les Inrocks' Top 100 Albums of 2020          | 45   | [ 26 ] |
| musicOMH             | musicOMH’s Top 50 Albums Of 2020             | 42   | [ 27 ] |
| The A.V. Club        | The 20 best albums of 2020                   | 16   | [ 28 ] |
| Vinyl Me, Please     | Best Albums of 2020                          | N/A  | [ 29 ] |
| Time Magazine        | Best Songs of 2020                           | 10   | [ 30 ] |
| Rolling Stone        | Rob Sheffield’s Top 25 Songs of 2020         | 13   | [ 31 ] |
| Pitchfork            | The 100 Best Songs of 2020                   | 75   | [ 32 ] |
| The Fader            | The 100 Best Songs of the Year               | 48   | [ 33 ] |

## Список композиций
Все треки написаны Даниэлем Лопатиным, за исключением тех, где это указано; все треки спродюсированы Даниэлем Лопатиным.
| №                   | Название                        | Автор(ы)                    | Длительность |
| ------------------- | ------------------------------- | --------------------------- | ------------ |
| 1.                  | «Cross Talk I»                  |                             | 0:22         |
| 2.                  | «Auto & Allo»                   |                             | 3:21         |
| 3.                  | «Long Road Home»                |                             | 3:32         |
| 4.                  | «Cross Talk II»                 |                             | 0:49         |
| 5.                  | «I Don't Love Me Anymore»       |                             | 2:54         |
| 6.                  | «Bow Ecco»                      |                             | 2:11         |
| 7.                  | «The Whether Channel»           |                             | 6:08         |
| 8.                  | «No Nightmares»                 | Daniel Lopatin Abel Tesfaye | 4:06         |
| 9.                  | «Cross Talk III»                |                             | 0:12         |
| 10.                 | «Tales from the Trash Stratum»  |                             | 3:28         |
| 11.                 | «Answering Machine»             |                             | 0:58         |
| 12.                 | «Imago»                         |                             | 3:48         |
| 13.                 | «Cross Talk IV / Radio Lonelys» |                             | 1:08         |
| 14.                 | «Lost But Never Alone»          |                             | 4:18         |
| 15.                 | «Shifting»                      |                             | 1:54         |
| 16.                 | «Wave Idea»                     |                             | 3:21         |
| 17.                 | «Nothing's Special»             |                             | 4:37         |
| Общая длительность: | Общая длительность:             | Общая длительность:         | 47:07        |

| №   | Название  | Длительность |
| --- | --------- | ------------ |
| 18. | «Ambien1» |              |

| №   | Название                                                      | Длительность |
| --- | ------------------------------------------------------------- | ------------ |
| 18. | «Lost But Never Alone» (A. G. Cook Remix)                     |              |
| 19. | «Tales from the Trash Stratum» (при участии Elizabeth Fraser) |              |
| 20. | «Nothing's Special» (при участии Rosalía)                     |              |
| 21. | «Lost But Never Alone» (Forced Smile Edit)                    |              |

## Чарты
| Чарт (2020)                                  | Высшая позиция |
| -------------------------------------------- | -------------- |
| Нидерланды (Vinyl Albums, MegaCharts)        | 14             |
| Шотландия (Scottish Albums Chart)            | 65             |
| Великобритания (UK Album Sales, OCC)         | 54             |
| Великобритания (UK Independent Albums Chart) | 15             |
| США (Billboard Top Heatseekers Albums)       | 13             |
| США (Billboard Top Album Sales)              | 65             |
| США (Billboard Dance/Electronic Albums)      | 8              |
| США (Billboard Top Tastemaker Albums)        | 16             |